# Азовские сторожевые каланчи
Азовские сторожевые каланчи — две каменные сторожевые башни с фортификационными укреплениями, которые были построены турками в 1660-х годах на берегах Дона вблизи города Азова Ростовской области.

## Предыстория
Переправа через Дон под Азовом была известна русским издревле. В Турцию в 1570 году был направлен посол И. Новосильцев. С тех пор у места, где от главного русла Дона отделялась протока Каланча, стал происходить обмен послами между турецкой и русской сторонами. Именно до этого места в 1592 году провожали донские казаки ехавшего в Турцию посла Г.А. Нащокина. Здесь в XVI-XVII веках проходила граница турецких владений. В начале XVII века в устье рукава Каланча стояла турецкая небольшая каменная сторожевая башня от донских набегов, о которой осенью 1625 года в Посольском приказе расспрашивали донского атамана Алексея Старово.

## Описание башен
В 1660 году на расстоянии 3 верст от Азовской крепости на берегах Дона, в месте, где происходит распределение реки на 2 рукава, для защиты от набегов донских казаков, турками было начато строительство двух башен-каланчи:
1. Левобережная называлась “Шахи” (т.е. шахская, тур. Вардин-хулла), которую построил шах Мехмед-хан IV в 1661 году. В окружности она была около 30 метров в диаметре и высотой от земли в 27-30 метров. В верхнем ярусе башни поселился Мулейман-паша, янычарский ага с сотней своих воинов. В амбразурах размещались пушки. У подножия башни были сооружены из земли и укреплены дёрном окопы. Впоследствии Сергиев город.
2. Правобережная “Султанийе” (т.е. султанши. тур. Джан-хулла), названная так в честь построившей её матерью султана в 1661 году и находилась напротив башни “Шахи”, на другой стороне Дона в 350 метрах. Башня имела наверху ярус из толстых досок, покрытых высоким конусообразным куполом, бойницы для пушек и зубцы для укрытий. Внутри находилась соборная мечеть. Круглая прочная башня, по мнению путешественника Челеби сделавших их описание, была похожа на Галатскую башню в Стамбуле. Впоследствии именовалась Никоновская башня или Никоновский город.

Обе башни со всех сторон охватывал глубокий ров с водой, по которому могли ходить лодки. Внутри укреплений находился арсенал, пороховой погреб, хранилище для пшеницы и проса, жилища из тростника и камыша для воинов. Между башнями над Доном в три ряда были протянуты железные цепи толщиной в руку. Удерживали их громадные столбы из гранита. Натянутые цепи не давали возможность пройти ни одной лодке или челну. Совместно с турецкой крепостью Сед-Ислам (русск. Лютик) башни закрывали основные водные пути к Азовскому и Чёрному морям и контролировали донскую дельту.
В августе 1661 года российское правительство направило в помощь казакам войско под командованием воевод Семёна и Ивана Хитрово, которые вместе с казаками появились под стенами башен: "и учиня шанцы, над теми башнями промысел учинили и верхний бой с башен сбили". Царь Алексей Михайлович "похвалял" казаков и воевод за службу и "промысел" под каланчинскими башнями.
В 1672 году казаки вновь ходили под азовские башни, одну из башен "сбили".
В сентябре 1673 года донские атамана писали Государю, что они со всем войском и думным дворянином Иваном Севостьяновичем Хитрово Большим ходили под каланчинские башни: "и из шанец из галанок и из полковых пушек по башням по многие дни стреляли, и в башнях многих побили...".
Турки после боёв 1672-1673 годов починили и значительно укрепили башни, вокруг возвели земляные укрепления.

## История
Основная статья: Азовские походы Петра I.
В силу своего положения, башни угрожали тылу русских войск, осаждавших Азов, блокировали подвоз припасов и продовольствия. Захват башен было первоочередной задачей. Хотя попытка отвоевывания Азова у турок в 1695 году была неудачной, но в ходе этих действий были заняты башни-каланчи.
Для этого набраны добровольцы из донских казаков, которые должны были атаковать башни — каждому из них было обещано вознаграждение в размере 10 рублей.
По описанию Патрика Гордона штурм и взятие башен началось 14 июня 1695 года. За час до рассвета казаки при поддержке одного из солдатских полков внезапно атаковали ближнюю к Азову башню. Взорванное устройство никакого действия на железные ворота не оказало. Казаки мотыгами проделали широкий лаз в одной из орудийных бойниц и проникли внутрь башни. Турки отстреливались и бросали в атакующих камни. Бой продолжался около часа, и гарнизон башни был вынужден сдаться. Военные трофеи русских составили 15 пушек различного калибра, несколько бочек пороха и боевые припасы.
После занятия левобережной башни, казаки развернули пушки на другую башню и начали её обстрел. Отклонив предложение сдаться и боясь окружения, турки ночью 16 июня покинули башню, бросив 20 пушек и боевые припасы.
На следующий день после взятия башен Пётр I и генерал П. Гордон посетили башни. Водный путь был свободен и много лодок с припасами незамедлительно пришло к башням для выгрузки.
После захвата объектов ставку Петра I перенесли в башни, куда 18 августа приехал П. Гордон и убедил Государя в укреплении обеих  башен земляным валом, для чего было выделено 600 человек. Гордон лично контролировал ход строительства, которое неоднократно подвергалось татарским набегам, атакуя башни с суши. В середине сентября было построено три полных бастиона и два полубастиона со стороны реки и выступы между валом и рекой, начато строительство складов для провизии и помещения для солдат. В башнях стали постоянно проводить военные советы, на одном из них 28 сентября было принято решение о снятии осады Азова и отходе полков.
Левобережную крепость назвали “Сергиевым городом” (“Новосергиев город” и “Новопостроенный Сергиев город” иногда с уточнением “что на Дону у каланчинских башен”), в честь святого Сергия Радонежского.
После снятия осады Азова, в Сергиеве было оставлено 3000 ратных людей с воеводой Акимом Яковлевичем Ржевским, с задачей по охране и обороне вновь построенных городов и башен от не приятелей. В Москве осознавали важность захваченного плацдарма для предстоящего в следующем году военного похода. В декабре 1695 года в Разрядном приказе приняли решение о военной помощи и усиления оставленного гарнизона. В город должны были отправиться 1231 человек Старооскольского солдатского полка под командованием полковника Емельяна Емельяновича Шлипембаха и 1000 человек Тамбовского полка с полковником Томасом Юнгором. Правительство очень рассчитывало на помощь донских казаков, о чём атаману Фролу Минаеву и всему Донскому войску был послан государев указ: “оберегать Сергиев и башни от нападения неприятеля, не допустить их захвата и разорения”.
Осень и начало зимы прошли в стычках Сергиева гарнизона и донских казаков с азовцами. В то же время к городу приходили турки с татарами, был большой бой, донские казаки захватили в плен знатного азовского татарина, которого отправили в Москву. Из его допроса стало известно, что крымский хан отпустил из Крыма в Азов султана Шабан-Гирея с пешим войском в 900 человек. В Тамани, Керчи и близлежащих городах стоят в готовности Муртаза-паша с братьями и с пешими янычарами, которые вскоре ожидали в Азове вместе с денежным довольствием, хлебными запасами и 20 мортирами. От Ногайской орды и черкес придут скоро в Азов большое количество конницы под руководством султана Каплан-Гирея. От крымского хана ногайцы получили приказ о штурме Сергиева города. После схода льда ожидалось прибытие турецкого войска. В дальнейшем Сергиев воевода постоянно информировал Москву о подготовке турецкой стороны по обороне Азова.
В самом Сергиевом городе началась эпидемия цинги и мыт (инфекционное заболевание лошадей, передающееся людям через мясо), от которой умерли многие ратные люди. Воевода писал в Москву, что земляные сооружения размытых проливными дождями нуждаются в ремонте, а организовать ремонт невозможно из нехватки людей. Врачей и лекарств в городе не оказалось. В дополнение к отправленным полкам было принято решение направить ещё шесть белгородских полков с генерал-майором К. Ригимоном, а всего 10.122 солдата с полным провиантом и запасами.
После смерти воеводы Акима Яковлевича Ржевского (ум. 24 февраля 1696 года) временное командование приняли на себя полковник Фёдот Толбугин, Юрий Буш и полуполковник Дмитрий Лежнёв.
Старооскольский полк пришёл в Сергиев город 22 марта 1696 года, в количестве 692 человека.
Город Сергиев выстоял и выполнил отведённую ему роль плацдарма во втором Азовском походе, куда причалил первый караван судов с царём Петром I и генерал П. Гордон с полками, провизией, пушками и иными запасами.
По указу 1700 года ново завоёванные города Азов, Сергиевский и Никоновский с каланчинскими башнями перешли в ведение Разрядного приказа.
После неудачной Прутской компании 1711 года по условиям мирного договора с Турцией, Россия возвратила туркам всё взятое в результате Азовских походов, в том числе и башни.
Во время новой русско-турецкой войны, в начале марта 1736 года главнокомандующий Б.К. Миних дал приказ разведать азовские башни. По докладу инженер-прапорщика Малыгина, который впоследствии сделал подробный чертёж башен, следует, что две башни полуразрушены, а их гарнизоны невелики. В ночь на 20 марта русские войска атаковали и захватили левобережную башню, а гарнизон правобережной башни капитулировал без сопротивления.
Соглашение о мире между Российской и Османской империями от 10 августа 1741 года гласило: "крепость Азовская да будет подорвана, купно же крепостица Лютин и близ Азова лежащие каланчи да будут вовсе разорены, а земля той Азовской крепости останется пустая" .
В 1778 году А.В. Суворов ехал на Кубань принимать командование корпусом. По дороге он посетил Азов и окрестности. У развалин турецких башен он по переправе перебрался на левый берег Дона.
После того, как Азов стал губернским городом, башни — каланчи перестали обладать столь важным историческим значением.  На карте 1764 года изображение башен отсутствовали, а на их месте изображены редуты.

## Современность
Никаких остатков каменных башен и земляных укреплений вокруг них не сохранилось. На берегу Дона нет никакого памятного знака, указывающий на исторический объект и военные действия тех лет. В Азовском историко-археологическом и палеонтологическом музее-заповеднике имеется макет башен. В официальных документах местонахождение башен определено так: на правом и левом берегу основного рукава дельты Дона выше отхождения рукава Каланчи. В некоторых источниках добавлено: ''в советское время действовал паромный перевоз в станицу Елизаветинскую и где на этой местности сейчас располагаются 2 металлические высоковольтные электрические опоры по обе стороны Дона''. От паромной переправы до ЛЭП расстояние около 800 метров. Летом 2004 года сотрудники археологической экспедиции Азовского музея-заповедника А.Н. Масловский и И.Р. Гусач произвели и обследовали сборы фрагментов турецкой и крымской посудной керамики из холма песка намытого земснарядом со дна реки в 150-200 метрах от ЛЭП. Найденные артефакты учёные связали с местонахождением левобережной башни.
В августе 2015 года экспедиция учёных ЮНЦ РАН произвели обследование подводного пространства у левобережной башни ЛЭП. В результате подводной разведки со дна реки подняты массивные обработанные камни. Учёные сделали вывод, что под водой найден фундамент башни.
О местонахождении правобережной башни информации практически нет. Историки считают, что фундамент был затоплен в результате расширения русла реки.